# القندوزي
القُندوزي (1220 - 1294 هـ) هو فاضل، من أهل بلخ.
هو سليمان بن خوجه إبراهيم قبلان الحسيني الحنفي النقشبندي القندوزي (نسبة إلى قندوز). توفي في القسطنطينية سنة 1294 هـ وقيل 1270 هـ.
أهم آثاره: «ينابيع الْمَوَدَّة» في شمائل الرسول ﷺ وأهل البيت، وهذا الكتاب هو في واقع جامعاً لجملة كتب كذخائر العقبي، ومناقب الخوارزمي وابن المغازلي وجواهر العقدين للسمهودي وفرائد السمطين للحمويني.